# Elornis
Elornis — викопний рід фламінгоподібних птахів родини фламінгових (Phoenicopteridae), що існував в олігоцені. Рештки представників роду знайдені Франції.